# Plakat naukowy
Plakat naukowy (żargonowo poster) – forma prezentacji naukowej, dla odróżnienia od plakatu reklamowego, zachowuje w kręgach naukowych żargonową nazwę wywodzącą się z języka angielskiego – poster. Forma prezentacji graficznej powstała w II połowie XX w. Spopularyzowała się na dużych konferencjach naukowych. Obecnie jedna z popularniejszych form prezentowania wyników badań w trakcie konferencji naukowych.
Zadaniem posterów nie jest szczegółowa prezentacja danego zagadnienia i związanych z nim badań, a raczej krótkie obwieszczenie uzyskanych rezultatów oraz ułatwienie dyskusji z najbardziej zainteresowanymi specjalistami. Podobnie jak w przypadku innych wystąpień – wygłaszanych na konferencjach – nie podlegają one recenzji naukowej, jak ma to miejsce z publikacjami drukowanymi w czasopismach. 
Postery są prezentowane podczas sesji posterowych, dla których zwykle przewidziany jest osobny czas w planie konferencji, podczas których prowadzone są dyskusje z autorem lub autorami plakatów. Tak jak w przypadku referatów i komunikatów, nieodłącznym elementem plakatu naukowego jest umieszczenie streszczenia w wydrukowanych materiałach konferencyjnych w formie abstraktu lub czasem dłuższego streszczenia, które może nawet przybrać formę małej publikacji. Po konferencji plakat może zostać umieszczony na uczelni lub placówce naukowej zatrudniającej autora w celu udostępnienia szerszej grupie odbiorców. 
Rosnące znaczenie plakatu naukowego wiąże się z coraz większą specjalizacją w nauce. Na konferencji z udziałem dużej liczby uczestników, wysłuchanie wszystkich referatów i komunikatów zajęłoby kilka dni, a przy tym znaczna ich część byłaby interesująca jedynie dla wąskiego grona specjalistów zajmujących się pokrewną tematyką. Prezentacja wyników pracy w postaci posteru ułatwia dotarcie do zainteresowanych naukowców bez angażowania pozostałych uczestników konferencji. 
Poster naukowy jest zwykle wykonany w formacie zbliżonym do A1. Składa się z abstraktu i krótkiego opisu uzyskanych danych lub wyników, zwykle ilustrowanego lub wyposażonego w schematy. Metodyka badań jest przedstawiona zazwyczaj w sposób skrótowy, podobnie jak odniesienia literaturowe. Wnioski są także prezentowane schematycznie, na przykład wypunktowane.
Ponieważ w przypadku posterów nie obowiązują tak ścisłe zalecenia edytorskie, jak w przypadku publikacji pisanych, często są one bogato ilustrowane, posiadają nawiązujące tematycznie tło, a układ treści jest bardzo zmienny. Kompozycja posteru jest zupełnie inna niż kompozycja tekstu pisanego czy wygłaszanego. Celem jest zwrócenie uwagi i zachęcenie do dyskusji z autorem. Poza tekstem ważną funkcję komunikacyjną pełni obraz i estetyka wykonanego plakatu.
Początkowo plakaty naukowe wykonywane były ręcznie (pismo techniczne na brystolu). W późniejszym okresie, gdy pojawiły się komputery, były przygotowywane poprzez składanie fragmentów tekstu i ilustracji, przygotowanych i wydrukowanych na drukarce komputerowej. Obecnie najczęściej przygotowywane są w całości na komputerze z wykorzystaniem programów biurowych lub graficznych, a następnie drukowane w zakładach poligraficznych z wykorzystaniem wydruku wielkoformatowego.

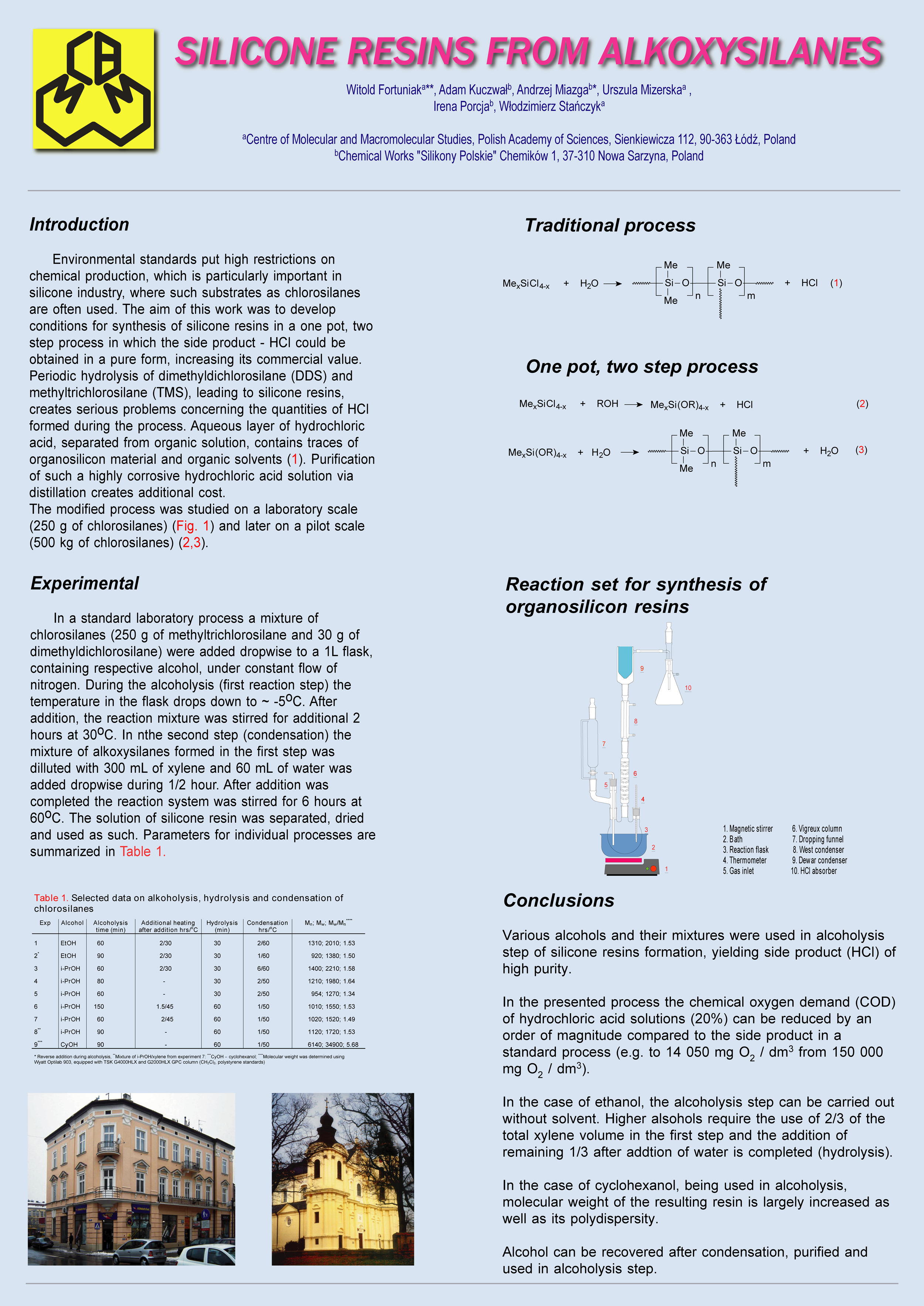
Przykład pierwszy